# Nelida Lobato
Nélida Lobato  (phát âm tiếng Tây Ban Nha: [ˈneliða loˈβato]; 1934–1982), được sinh ra Haydée Nélida Menta ở Buenos Aires, Argentina. Cô là một vũ công và diễn viên nổi tiếng.
Cô bắt đầu sự nghiệp của mình khi Buddy Day, chủ sở hữu của nhà hát Bin-Bam-Bum ở Santiago, Chile, đã cho cô cơ hội được tham gia vào nhà hát của anh. Mặc dù tầm vóc nhỏ bé của mình, cô đã có sự hấp dẫn giới tính và được ghi nhận về sự phấn khởi của cô trên sân khấu. Năm 1955, cô là một vũ công ballet trong công ty múa Alfredo Alaria. Cô thay thế cô em gái của Eber Lobato (người bạn nhảy đầu tiên của mình), 15 ngày sau khi bắt đầu mối quan hệ, Eber đã yêu cầu kết hôn. Eber trở thành biên đạo múa và bắt đầu cải thiện sự nghiệp của mình.
Cô đóng vai chính trong chương trình tại huyền thoại Lido de Paris, Pháp ở Champs-Elysées, sau khi xuất hiện trong "Las Vegas", nơi chương trình của cô kéo dài gần năm năm. Tại Buenos Aires, cô đóng vai chính trong một số "sân khấu" (nhiều chương trình) và chơi 'Roxie Hart' trong phiên bản gốc Buenos Aires của vở nhạc kịch Chicago.
Cô tách ra khỏi Eber Lobato năm 1962, sau khi cô bị sảy thai. Họ tiếp tục làm việc cùng nhau cho đến năm 1967, khi anh tái hôn.
Năm 1965, cô đóng vai chính trong bộ phim khai thác năm 1964 Scream of the Butterfly được đạo diễn bởi Eber Lobato, đồng diễn viên Mary Leona Gage, Nick Novarro và Richard Beebe.
Sau đó, cô trở thành đối tác của Víctor Laplace một diễn viên điện ảnh người Argentina nổi tiếng, người đã đi cùng anh lưu vong khi anh rời Buenos Aires, sau khi bị đe dọa bởi Triple A.
Cô qua đời vì bệnh ung thư năm 1982.

## Đóng phim
| Phim / TV                  | Năm  | Chú thích                                                  |
| -------------------------- | ---- | ---------------------------------------------------------- |
| Come to dance the rock     | 1957 | Phim.                                                      |
| As long there is a cirque  | 1958 | Sản xuất phim của Argentina và Chile.                      |
| Clouds of smoke            | 1959 | Phim Argentina và Peru.                                    |
| Andy Rusell Show           | 1960 | Truyền hình Mỹ.                                            |
| Scream of the Butterfly    | 1965 | Phim Mỹ, với Nick Novarro, Richard Beebe, Robert Miller.   |
| Blum                       | 1970 | Phim Argentina.                                            |
| The world of Nelida Lobato | 1971 | Loạt phim truyền hình.                                     |
| Maipazo                    | 1972 | Maipo Theatre, Buenos Aires.                               |
| Argentinisima              | 1972 | Phim âm nhạc Argentina.                                    |
| Chicago                    | 1977 | Âm nhạc, với Ambar La Fox, Nhà hát Quốc gia, Buenos Aires. |
| The party of all           | 1978 | Phim Argentina.                                            |
| Konex Platinum award       | 1981 | Được trao giải Best of Argentine spectacle.                |
| The Butterfly              | 1982 | Nhà hát Maipo, chương trình cuối cùng của cô.              |